# Max Fleischer (1861–1930)

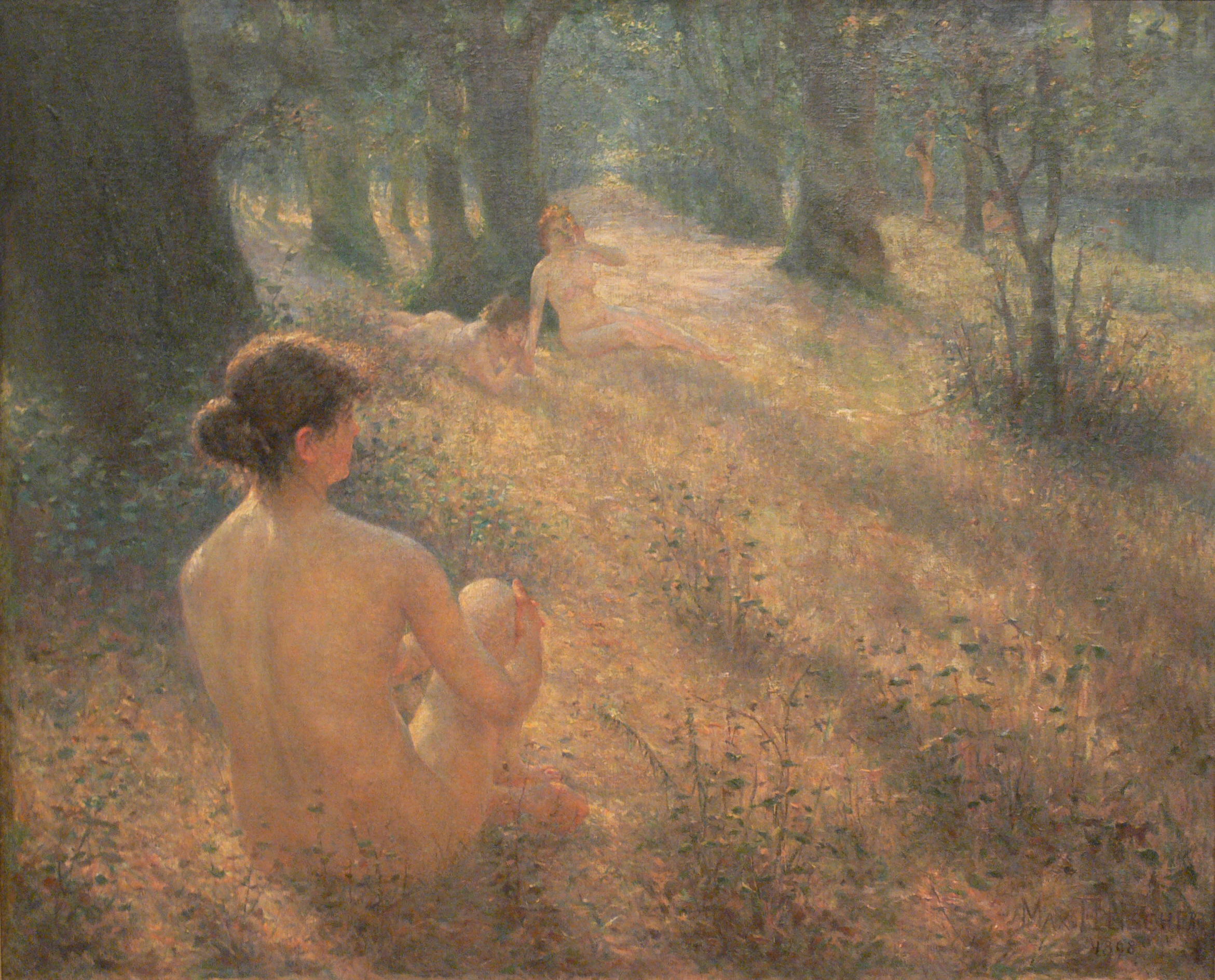
Trzy kobiece akty na słonecznej polanie leśnej z 1898

Max Fleischer (ur. 4 lipca 1861 w Piaśnikach, zm. 3 kwietnia 1930 w Menton-Garavan) – niemiecki botanik specjalizujący się w mszakach i malarz.

## Życiorys
Fleischer urodził się jako syn Wilhelma Fleischera i Pauline Brettschneider. Jako dziecko przeprowadził się z rodziną do Wrocławia, gdzie ukończył liceum, następnie studiował malarstwo w Królewskiej Szkole Sztuk i Rzemiosł we Wrocławiu oraz na wyższych uczelniach artystycznych Berlina i Monachium. Po ukończeniu studiów artystycznych przebywał we Francji, gdzie zajmował się malarstwem. Następnie w 1889-1892 studiował geologię i paleontologię w Zurychu, którą ukończył w 1892. Od tego okresu intensywnie badał florę Europy i Azji południowo-wschodniej, nie rezygnując z twórczości artystycznej, a także był ilustratorem prac botanicznych.
Wczesne obrazy Fleischera (z okresu francuskiego) reprezentują impresjonizm, późniejsze ekspresjonizm. Kilkakrotnie zdobywał złote lub srebrne medale na wystawach malarskich. Jako naukowiec, opracował m.in. systematykę mszaków. Doktor honoris causa uniwersytetu w Utrechcie.
Publikacje Fleischera:
- Fleischer M., Die Musci der Flora von Buitenzorg (zugleich Laubmoosflora von Java). Vol. 1-3. E.J. Brill, Leiden, 1900-1902 (vol. 1).